# Diecezja Juigalpa
Diecezja Juigalpa (łac. Dioecesis Iuigalpensis; hiszp. Diócesis de Juigalpa) – jedna z 8 diecezji obrządku łacińskiego w Kościele katolickim w Nikaragui w  departamentu Chontales ze stolicą w Juigalpa. Erygowana 21 lipca 1962 konstytucją apostolską przez Jana XXIII jako prałatura terytorialna. Ustanowiona diecezją 30 kwietnia 1991 bullą papieską przez Jana Pawła II. Biskupstwo jest sufraganią archidiecezji Managua.

## Biskup

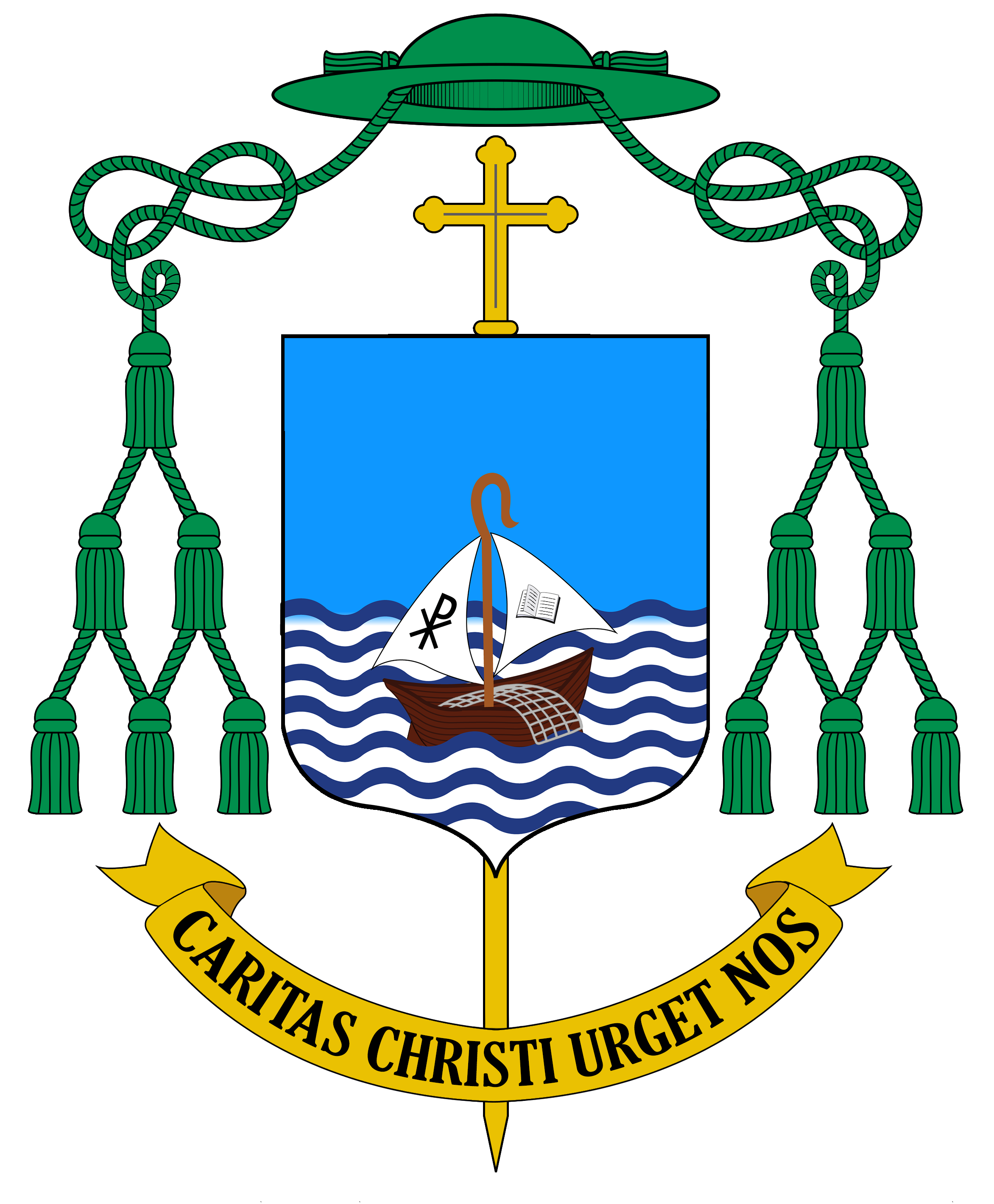
Herb biskupa diecezjalnego – Marciala Saballosa

### Biskup diecezjalny
- bp Marcial Guzmán – od 2020